# Gilles A. Perron
Gilles A. Perron, (Quebec, 10 de diciembre de 1940 - Saint-Eustache, 11 de junio de 2024), fue un técnico, asesor político y político canadiense.

## Biografía
Perron nació en el pueblo de Évain (Quebec), el 10 de diciembre de 1940, Fue diputado en la Cámara de los Comunes de Canadá bajo la bandera del Bloque Quebequés, representando la circunscripción de Saint-Eustache—Sainte-Thérèse de 1997 a 2000 y de Rivière-des-Mille-Îles de 2000 a 2008.
Primero fue elegido diputado del Bloque Quebequés durante las elecciones federales de 1997 en la circunscripción de Saint-Eustache—Sainte-Thérèse, renombrada Rivière-des-Mille-Îles en 2000, donde fue reelegido en 2000, 2004 y 2006.
Durante sus mandatos, asumió, entre otras, las funciones de portavoz del Bloque Quebequés en materia de Veteranos y miembro del Comité Permanente de Veteranos de la Cámara de los Comunes.
Gilles Perron falleció el 11 de junio de 2024 en Saint-Eustache a la edad de 83 años.